# Aan de Pegstukken
Aan de Pegstukken is een windmolen in de Nederlandse plaats Schijndel. Deze korenmolen is gebouwd in 1845 en is van het type beltmolen. De naam is afgeleid van het adres van de molen: De Pegstukken 27.

## Geschiedenis
De molen is in 1845 gebouwd in opdracht van familie De Backer. Tijdens de Tweede Wereldoorlog kwam de molen in de vuurlinie te liggen, waarbij hij flinke schade heeft opgelopen, die echter is hersteld. Na aankoop van de molen door de gemeente in 1967 van de familie De Backer is de molen gerestaureerd. In de loop der jaren is er op korte afstand van de molen nogal veel bebouwing verrezen, waardoor de zichtbaarheid en de windvang zijn afgenomen.
De molen is op zaterdag van 9:00 tot 12:00 te bezichtigen.